# Gare d’Örnsköldsvik
La gare d’Örnsköldsvik est une gare ferroviaire, fermée et désaffectée, de la ligne de Mellansel à Örnsköldsvik (sv). Située au sud-ouest de Örnsköldsvik, dans le comté de Västernorrland en Suède.
Ouverte en 1892 et fermée en 1989, elle a été remplacée par la gare centrale d'Örnsköldsvik (sv), située plus au nord. Son ancien bâtiment voyageurs, maintenant contourné par les voies, est reconnue comme monument historique.

## Histoire
La gare a été inaugurée en 1892, lorsque le chemin de fer vers Örnsköldsvik est arrivé via une nouvelle connexion transversale à Mellansel où le chemin de fer se joint à la ligne principale à travers le haut Norrland. La gare d'Örnsköldsvik a été située à la périphérie de la ville. En 1929, un nouvel arrêt ferroviaire a été mis en service, plus proche de la zone urbaine. Cet arrêt s'appelait Örnsköldsviks västra (Örnsköldsvik occidental).
Le trafic de passagers local Örnsköldsvik - Mellansel a cessé environ au début de l'année 1986 ou 1987 . Le 25 mai 1989, le trafic de passagers a complètement cessé lorsque les trains de voiture-lits sur la liaison Örnsköldsvik - Stockholm ont été retirées. Par la suite, seulement des trains de marchandises circulent sur la ligne . Indirectement, le trafic de passagers a repris avec l'inauguration du chemin de fer de Botnie en 2010, car certaines parties de l'ancien itinéraire sont également utilisées par le chemin de fer de Botnie.
L'ancien bâtiment de la gare existe toujours mais est sans voie ferrée et n'est plus utilisé à des fins ferroviaires. Pendant une courte période dans les années 2000, il a été utilisé comme bâtiment syndical pour l'Université d'Umeå. Il est maintenant loué comme espace de bureau à des entreprises privies .

## Patrimoine ferroviaire
La bâtiment de la gare, qui a été construite pour l'ouverture du nouveau chemin de fer national en 1892, a été construite selon des normes élevées de l'époque. C'est un impressionnant bâtiment en brique de deux étages avec un toit en croupe. La hauteur sous plafond interne du bâtiment est d'un peu plus de cinq mètres .
La gare a été construite selon les plans de l'architecte Folke Zettervall. Le bâtiment présente des caractéristiques à la fois néo-Renaissance et néo-gothique .